# Могила композитора П. І. Ніщинського
Моги́ла компози́тора Петра́ Ніщи́нського — поховання відомого українського композитора і поета-перекладача в с. Ворошилівка Тиврівського району Вінницької області.

## Історія

### Передісторія поховання
З 1890 р. відомий український композитор і поет-перекладач античних класиків Ніщинський Петро Іванович був позбавлений можливості викладати. Відтоді він відчуває матеріальну скруту і самотність. Тому в 1890–1896 рр. він часто навідується до своєї доньки Людмили, яка живе у містечку Ворошилівка на Поділлі. Подовгу тут перебуває, фактично живе, посильно займається творчістю. В останній свій приїзд до Ворошилівки, простудившись у дорозі, занедужує і помирає 4 (16) березня 1896 р. на 64-му році життя.

### Поховання
Ховають композитора у склепі на західній околиці містечкового кладовища. Тепер це — Старе сільське кладовище по вул. Чапаєва. У 1911 р. стараннями його молодшого сучасника — відомого композитора Кирила Стеценка, який на той час працює в Тиврові, на могилі Ніщинського встановлюється надгробок. У 1957 р. проведено чергову реконструкцію могили, встановлено чотиригранний обеліск.

### Сучасний стан
Могилу композитора віднесено до Реєстру пам'яток історії та культури Вінницької області, а згодом — до Державного реєстру пам'яток національного значення. Відтак, вона доглядається державою. Її відвідування є одним з пунктів програми щорічного обласного літературно-мистецького свята, присвяченого творчості Ніщинського, яке проводиться за сприяння Вінницької облдержадміністрації та тиврівської районної влади наприкінці вересня — початку жовтня до дня народження композитора. Могила разом з будинком, у якому зупинявся і жив композитор, а також музейною експозицією у місцевій школі входить до меморіального комплексу Ніщинського у Ворошилівці.